# 1852
Évszázadok: 18. század – 19. század – 20. század
Évtizedek: 1800-as évek – 1810-es évek – 1820-as évek – 1830-as évek – 1840-es évek – 1850-es évek – 1860-as évek – 1870-es évek – 1880-as évek – 1890-es évek – 1900-as évek
Évek: 1847 – 1848 – 1849 – 1850 –  1851 – 1852 – 1853 – 1854 – 1855 – 1856 – 1857

## Események
- Búr telepesek megalapítják az Utrechti Köztársaságot Dél-Afrikában.
- január 13. – I. Danilót montenegró uralkodójává kiáltják ki.[1]
- január 14. Franciaországban kihirdetik az új alkotmányt.[2]
- február 2. – Egy fanatikus pap – a madridi Atocha-templomban – merényletet kísérel meg II. Izabella spanyol királynő ellen.[3]
- szeptember 9. – Dzsombe Szudi mohéli királynő (szultána) Mohéli (Comore-szigetek) székhelyén, Fomboniban feleségül megy Szaidi (Szajjid) Hamada (Muhammad bin Nasszer Al-Buszaidi) Makadara (Mkadara) zanzibári és ománi herceghez.
- november 4. – A mexikói csapatok megdöntik a még októberben létrehozott Sonorai Francia Államot, amit Gaston de Raousset-Boulbon kalandor nemes vezette francia zsoldosok kiáltottak ki.
- november 7. – Franciaországban a szenátus határozata visszaállítja a császárságot.[4]
- november 23. – Először helyeznek üzembe postaládákat. (Angliában, Jersey szigetén)
- november 29. – Ferenc József kiadja az ősiségi pátenst.[5]
- december 2. – III. Napóleon Franciaország császára lesz.[2]

## Születések
- január 11. – Csonka János, gépészmérnök, feltaláló († 1939)
- január 12. – Joseph Joffre francia tábornok, akadémikus († 1931)
- február 16. – Charles Taze Russell megalapította a "Bibliakutató mozgalmat († 1916)
- február 26.  –  John Harvey Kellogg amerikai orvos († 1943)
- március 17. – Nagy Ferenc jogász, jogtudós, politikus, az MTA tagja († 1928)
- május 1. – Frim Jakab, gyógypedagógus, az első magyar, fogyatékosok számára épített nevelőintézet (Rákospalota) atyja († 1919)
- június 25. – Antoni Gaudí katalán építész († 1926)
- július 2. – William Burnside angol matematikus († 1927)
- augusztus 16. – Márkus József, Budapest polgármestere († 1915)
- szeptember 2. – Paul Bourget francia író, költő († 1935)
- szeptember 13. - Petelei István, erdélyi magyar elbeszélő, író. († 1910)
- szeptember 14. - Cserháti Sándor, gazdasági akadémiai tanár, szakíró († 1909)
- szeptember 28. – Henri Moissan francia vegyész († 1907)
- október 9. – Hermann Emil Fischer német Nobel-díjas kémikus († 1919)
- október 23. – Hentaller Lajos politikus, publicista († 1912)
- november 3. – Meidzsi japán császár, akinek az uralkodása (Meidzsi-restauráció) Japán radikális politikai és szociális átalakulását jelentette († 1912)
- november 5. - František Musil a brnói orgonaiskola zeneszerzője és zenetanára († 1908)
- november 6. – Grosschmid Béni magyar jogász, egyetemi tanár, az MTA levelező tagja, udvari tanácsos († 1938)
- november 11. – Franz Conrad von Hötzendorf osztrák katonatiszt, császári és királyi tábornagy, vezérezredes († 1925)
- november 17. – Kürthy Lajos földbirtokos, felvidéki főispán, kijelölt miniszter († 1921)
- november 21. – Francisco Tárrega spanyol zeneszerző és gitárművész, a mai klasszikus gitárjáték technikájának megalapozója († 1909)

## Halálozások
- január 24. – Ján Kollár költő, a szlovák nemzeti mozgalom egyik ideológusa (* 1793)
- január 25. – Fabian Gottlieb von Bellingshausen balti német tengerész felfedező, a cári orosz haditengerészet tisztje (* 1778)
- február 28. – Beszédes József vízépítő mérnök, a Magyar Tudományos Akadémia levelező tagja (* 1787)
- március 2. – Auguste Frédéric Louis Viesse de Marmont Raguza hercege, francia marsall (* 1774)
- március 4. – Nyikolaj Vasziljevics Gogol orosz író (* 1809)
- május 28. – Eugène Burnouf(wd) francia nyelvész, indológus (* 1801)
- június 24. – Bozzai Pál költő (* 1829)
- augusztus 15. – Johan Gadolin finn kémikus, fizikus és mineralógus (* 1760)
- szeptember 14. – Arthur Wellesley angol–ír származású brit hadvezér, főhadparancsnok, az Egyesült Királyság miniszterelnöke (* 1769)
- szeptember 18. – Hrabovszky János honvéd altábornagy (* 1777)
- október 26. – Récsey Ádám császári és királyi táborszernagy, politikus, Magyarország törvénytelenül kinevezett miniszterelnöke (* 1775)
- november 10. – Gideon Mantell angol szülészorvos, geológus és őslénykutató (* 1790)
- november 27. – Ada Lovelace grófné, Byron angol költő leánya, az első női programozó, Charles Babbage szerzőtársa (* 1815)
- december 28. – Puchner Antal Szaniszló császári és királyi lovassági tábornok (* 1779)